# New York Film Critics Circle Awards 2006
La 72ª edizione della cerimonia dei New York Film Critics Circle Awards, annunciata l'11 dicembre 2006, si è tenuta il 7 gennaio 2007 ed ha premiato i migliori film usciti nel corso del 2006.

## Vincitori e candidati

### Miglior film
- United 93, regia di Paul Greengrass
- The Queen - La regina (The Queen), regia di Stephen Frears
- The Departed - Il bene e il male (The Departed), regia di Martin Scorsese

### Miglior regista
- Martin Scorsese - The Departed - Il bene e il male (The Departed)
- Stephen Frears - The Queen - La regina (The Queen)
- Clint Eastwood - Lettere da Iwo Jima (Letters from Iwo Jima)

### Miglior attore protagonista
- Forest Whitaker - L'ultimo re di Scozia (The Last King of Scotland)
- Ryan Gosling - Half Nelson
- Sacha Baron Cohen - Borat - Studio culturale sull'America a beneficio della gloriosa nazione del Kazakistan (Borat: Cultural Learnings of America for Make Benefit Glorious Nation of Kazakhstan)

### Miglior attrice protagonista
- Helen Mirren - The Queen - La regina (The Queen)
- Judi Dench - Diario di uno scandalo (Notes on a Scandal)
- Meryl Streep - Il diavolo veste Prada (The Devil Wears Prada)

### Miglior attore non protagonista
- Jackie Earle Haley - Little Children
- Eddie Murphy - Dreamgirls
- Steve Carell - Little Miss Sunshine

### Miglior attrice non protagonista
- Jennifer Hudson - Dreamgirls
- Shareeka Epps - Half Nelson
- Catherine O'Hara - For Your Consideration

### Miglior sceneggiatura
- Peter Morgan - The Queen - La regina (The Queen)
- William Monahan - The Departed - Il bene e il male (The Departed)
- Michael Arndt - Little Miss Sunshine

### Miglior film in lingua straniera
- L'armata degli eroi (L'Armée des ombres), regia di Jean-Pierre Melville • Francia/Italia
- Volver, regia di Pedro Almodóvar • Spagna
- La morte del signor Lazarescu (Moartea domnului Lazarescu), regia di Cristi Puiu • Romania

### Miglior film di saggistica
- Deliver Us from Evil, regia di Amy Berg
- 49 Up, regia di Michael Apted
- Borat - Studio culturale sull'America a beneficio della gloriosa nazione del Kazakistan (Borat: Cultural Learnings of America for Make Benefit Glorious Nation of Kazakhstan), regia di Larry Charles
- Una scomoda verità (An Inconvenient Truth), regia di Davis Guggenheim

### Miglior film d'animazione
- Happy Feet, regia di George Miller
- A Scanner Darkly - Un oscuro scrutare (A Scanner Darkly), regia di Richard Linklater
- Cars - Motori ruggenti (Cars), regia di John Lasseter

### Miglior fotografia
- Guillermo Navarro - Il labirinto del fauno (El laberinto del fauno)
- Xiaoding Zhao - La città proibita (满城尽带黄金甲)
- Emmanuel Lubezki - I figli degli uomini (Children of Men)

### Miglior opera prima
- Ryan Fleck - Half Nelson
- Jonathan Dayton e Valerie Faris - Little Miss Sunshine
- Dito Montiel - Guida per riconoscere i tuoi santi (A Guide to Recognizing Your Saints)